# Guam Men's Soccer League 2024
La Guam Men's Soccer League 2024 è stata la 32ª edizione della massima serie del campionato di calcio di Guam, iniziata il 27 gennaio 2024 e terminata l'8 settembre 2024.
Il Wings è la squadra campione in carica, avendo vinto il suo primo titolo nazionale nella stagione 2022-2023, e si è riconfermato campione.

## Stagione

### Formato
Il campionato cambia formato, venendo disputato su anno solare. Viene inoltre allargato, passando da un formato a girone unico e 7 squadre partecipanti a una soluzione con 3 gironi, per un totale di 15 squadre partecipanti.
Le 15 squadre partecipanti sono divise in tre gironi, ognuno da 5 squadre, che giocano una partita unica, per un totale di 5 giornate. Tutte le squadre si qualificano al turno successivo, sempre con 3 gironi da 5 squadre, le vincenti dei gironi e la seconda miglior classificata che entrano nella terza fase da un turno successivo. La vincente della fase ad eliminazione diretta è campione di Guam e si qualifica per la AFC Challenge League. 

## Squadre partecipanti
| Club                       | Città   | Stagione precedente      |
| -------------------------- | ------- | ------------------------ |
| Beercelona                 | Dededo  | -                        |
| Crushers                   | Hagåtña | -                        |
| Dededo                     | Dededo  | -                        |
| Guam Shipyard              | Dededo  | 5° in Guam Soccer League |
| Islanders                  | Dededo  | 3° in Guam Soccer League |
| Paintco Strykers           | Hagåtña | 2° in Guam Soccer League |
| Paradise Fitness Sidekicks | Dededo  | -                        |
| Quality Distributors       | Dededo  | 4° in Guam Soccer League |
| Rovers                     | Dededo  | 6° in Guam Soccer League |
| Southern Cobras            | Dededo  | -                        |
| Southern Heat              | Dededo  | -                        |
| Tigers                     | Dededo  | -                        |
| Tumon                      | Tumon   | -                        |
| University of Guam         | Dededo  | 7° in Guam Soccer League |
| Wings                      | Dededo  | Campione di Guam         |

## Fase 1
| Fascia 1 | Fascia 2 |
| --- | --- |
| - Wings (1°) - Paintco Strykers (2°) - Islanders (3°) - Quality Distributors (4°) - Guam Shipyard (5°) - Rovers (6°) - University of Guam (7°) | - Beercelona (-) - Crushers (-) - Dededo (-) - Paradise Fitness Sidekicks (-) - Southern Cobras (-) - Southern Heat (-) - Tigers (-) - Tumon (-) |

### Girone A
|  | Pos. | Squadra                    | Pt | G | V | N | P | GF | GS | DR  |
|  | ---- | -------------------------- | -- | - | - | - | - | -- | -- | --- |
|  | 1.   | Paradise Fitness Sidekicks | 12 | 4 | 4 | 0 | 0 | 23 | 3  | +20 |
|  | 2.   | University of Guam         | 9  | 4 | 3 | 0 | 1 | 21 | 10 | +11 |
|  | 3.   | Islanders                  | 6  | 4 | 2 | 0 | 2 | 26 | 13 | +13 |
|  | 4.   | Beercelona                 | 3  | 4 | 1 | 0 | 3 | 6  | 20 | -14 |
|  | 5.   | Dededo                     | 0  | 4 | 0 | 0 | 4 | 2  | 32 | -30 |

Legenda:
 Ammessa ai Play-Off.
Note:
Tre punti a vittoria, uno a pareggio, zero a sconfitta.
La classifica viene stilata secondo i seguenti criteri:
- Punti conquistati
- Differenza reti generale
- Reti totali realizzate
- Punti conquistati negli scontri diretti
- Differenza reti negli scontri diretti
- Minor numero di cartellini rossi ricevuti
- Minor numero di cartellini gialli ricevuti
- Sorteggio

### Girone B
|  | Pos. | Squadra          | Pt | G | V | N | P | GF | GS | DR  |
|  | ---- | ---------------- | -- | - | - | - | - | -- | -- | --- |
|  | 1.   | Wings            | 12 | 4 | 4 | 0 | 0 | 34 | 3  | +31 |
|  | 2.   | Paintco Strykers | 9  | 4 | 3 | 0 | 1 | 37 | 4  | +33 |
|  | 3.   | Guam Shipyard    | 6  | 4 | 2 | 0 | 2 | 19 | 23 | -4  |
|  | 4.   | Southern Cobras  | 3  | 4 | 1 | 0 | 3 | 12 | 22 | -10 |
|  | 5.   | Crushers         | 0  | 4 | 0 | 0 | 4 | 4  | 54 | -50 |

Legenda:
 Ammessa ai Play-Off.
Note:
Tre punti a vittoria, uno a pareggio, zero a sconfitta.
La classifica viene stilata secondo i seguenti criteri:
- Punti conquistati
- Differenza reti generale
- Reti totali realizzate
- Punti conquistati negli scontri diretti
- Differenza reti negli scontri diretti
- Minor numero di cartellini rossi ricevuti
- Minor numero di cartellini gialli ricevuti
- Sorteggio

### Girone C
|  | Pos. | Squadra              | Pt | G | V | N | P | GF | GS | DR  |
|  | ---- | -------------------- | -- | - | - | - | - | -- | -- | --- |
|  | 1.   | Rovers               | 12 | 4 | 4 | 0 | 0 | 39 | 1  | +38 |
|  | 2.   | Quality Distributors | 9  | 4 | 3 | 0 | 1 | 37 | 3  | +34 |
|  | 3.   | Southern Heat        | 4  | 4 | 1 | 1 | 2 | 10 | 16 | -6  |
|  | 4.   | Tumon                | 3  | 4 | 1 | 0 | 3 | 4  | 41 | -37 |
|  | 5.   | Tigers               | 1  | 4 | 0 | 1 | 3 | 4  | 33 | -29 |

Legenda:
 Ammessa ai Play-Off.
Note:
Tre punti a vittoria, uno a pareggio, zero a sconfitta.
La classifica viene stilata secondo i seguenti criteri:
- Punti conquistati
- Differenza reti generale
- Reti totali realizzate
- Punti conquistati negli scontri diretti
- Differenza reti negli scontri diretti
- Minor numero di cartellini rossi ricevuti
- Minor numero di cartellini gialli ricevuti
- Sorteggio

## Fase 2
| Fascia 1 | Fascia 2                                                                                          |
| --- | ------------------------------------------------------------------------------------------------- |
| - Paradise Fitness Sidekicks (1°) - Wings (1°) - Rovers (1°) - University of Guam (2°) - Paintco Strykers (2°) - Quality Distributors (2°) - Islanders (3°) - Guam Shipyard (3°) - Southern Heat (3°) | - Beercelona (4°) - Southern Cobras (4°) - Tumon (4°) - Dededo (5°) - Crushers (5°) - Tigers (5°) |

### Girone A
|  | Pos. | Squadra         | Pt | G | V | N | P | GF | GS | DR  |
|  | ---- | --------------- | -- | - | - | - | - | -- | -- | --- |
|  | 1.   | Rovers          | 12 | 4 | 4 | 0 | 0 | 39 | 3  | +36 |
|  | 2.   | Southern Cobras | 9  | 4 | 3 | 0 | 1 | 20 | 17 | +3  |
|  | 3.   | Guam Shipyard   | 4  | 4 | 1 | 1 | 2 | 16 | 24 | -8  |
|  | 4.   | Beercelona      | 3  | 4 | 1 | 0 | 3 | 7  | 22 | -15 |
|  | 5.   | Islanders       | 1  | 4 | 0 | 1 | 3 | 14 | 30 | -16 |

Legenda:
 Ammessa ai Play-Off.
Note:
Tre punti a vittoria, uno a pareggio, zero a sconfitta.
La classifica viene stilata secondo i seguenti criteri:
- Punti conquistati
- Differenza reti generale
- Reti totali realizzate
- Punti conquistati negli scontri diretti
- Differenza reti negli scontri diretti
- Minor numero di cartellini rossi ricevuti
- Minor numero di cartellini gialli ricevuti
- Sorteggio

### Girone B
|  | Pos. | Squadra                    | Pt | G | V | N | P | GF | GS | DR  |
|  | ---- | -------------------------- | -- | - | - | - | - | -- | -- | --- |
|  | 1.   | Paintco Strykers           | 12 | 4 | 4 | 0 | 0 | 29 | 1  | +28 |
|  | 2.   | Quality Distributors       | 9  | 4 | 3 | 0 | 1 | 28 | 5  | +23 |
|  | 3.   | Paradise Fitness Sidekicks | 6  | 4 | 2 | 0 | 2 | 16 | 15 | +1  |
|  | 4.   | Crushers                   | 3  | 4 | 1 | 0 | 3 | 5  | 36 | -29 |
|  | 5.   | Tumon                      | 0  | 4 | 0 | 0 | 4 | 0  | 23 | -23 |

Legenda:
 Ammessa ai Play-Off.
Note:
Tre punti a vittoria, uno a pareggio, zero a sconfitta.
La classifica viene stilata secondo i seguenti criteri:
- Punti conquistati
- Differenza reti generale
- Reti totali realizzate
- Punti conquistati negli scontri diretti
- Differenza reti negli scontri diretti
- Minor numero di cartellini rossi ricevuti
- Minor numero di cartellini gialli ricevuti
- Sorteggio

### Girone C
|  | Pos. | Squadra            | Pt | G | V | N | P | GF | GS | DR  |
|  | ---- | ------------------ | -- | - | - | - | - | -- | -- | --- |
|  | 1.   | Wings              | 12 | 4 | 4 | 0 | 0 | 60 | 3  | +57 |
|  | 2.   | Southern Heat      | 9  | 4 | 3 | 0 | 1 | 18 | 15 | +3  |
|  | 3.   | University of Guam | 6  | 4 | 2 | 0 | 2 | 15 | 13 | +2  |
|  | 4.   | Tigers             | 3  | 4 | 1 | 0 | 3 | 8  | 26 | -18 |
|  | 5.   | Dededo             | 0  | 4 | 0 | 0 | 4 | 1  | 45 | -44 |

Legenda:
 Ammessa ai Play-Off.
Note:
Tre punti a vittoria, uno a pareggio, zero a sconfitta.
La classifica viene stilata secondo i seguenti criteri:
- Punti conquistati
- Differenza reti generale
- Reti totali realizzate
- Punti conquistati negli scontri diretti
- Differenza reti negli scontri diretti
- Minor numero di cartellini rossi ricevuti
- Minor numero di cartellini gialli ricevuti
- Sorteggio

## Fase 3
| Fascia 1 | Fascia 2                                                                                    |
| --- | ------------------------------------------------------------------------------------------- |
| - Wings (1°) - Rovers (1°) - Paintco Strykers (1°) - Quality Distributors (2°) - Southern Heat (2°) - Southern Cobras (2°) - Paradise Fitness Sidekicks (3°) - Guam Shipyard (3°) - University of Guam (3°) | - Beercelona (4°) - Crushers (4°) - Tigers (4°) - Islanders (5°) - Tumon (5°) - Dededo (5°) |

### Girone A
|  | Pos. | Squadra            | Pt | G | V | N | P | GF | GS | DR  |
|  | ---- | ------------------ | -- | - | - | - | - | -- | -- | --- |
|  | 1.   | Southern Heat      | 12 | 4 | 4 | 0 | 0 | 19 | 3  | +16 |
|  | 2.   | Southern Cobras    | 9  | 4 | 3 | 0 | 1 | 18 | 5  | +13 |
|  | 3.   | Crushers           | 6  | 4 | 2 | 0 | 2 | 17 | 14 | +3  |
|  | 4.   | University of Guam | 3  | 4 | 1 | 0 | 3 | 6  | 14 | -8  |
|  | 5.   | Dededo             | 0  | 4 | 0 | 0 | 4 | 7  | 31 | -24 |

Legenda:
 Ammessa ai Play-Off.
Note:
Tre punti a vittoria, uno a pareggio, zero a sconfitta.
La classifica viene stilata secondo i seguenti criteri:
- Punti conquistati
- Differenza reti generale
- Reti totali realizzate
- Punti conquistati negli scontri diretti
- Differenza reti negli scontri diretti
- Minor numero di cartellini rossi ricevuti
- Minor numero di cartellini gialli ricevuti
- Sorteggio

### Girone B
|  | Pos. | Squadra              | Pt | G | V | N | P | GF | GS | DR  |
|  | ---- | -------------------- | -- | - | - | - | - | -- | -- | --- |
|  | 1.   | Rovers               | 12 | 4 | 4 | 0 | 0 | 48 | 4  | +44 |
|  | 2.   | Quality Distributors | 9  | 4 | 3 | 0 | 1 | 22 | 5  | +17 |
|  | 3.   | Guam Shipyard        | 6  | 4 | 2 | 0 | 2 | 20 | 24 | -4  |
|  | 4.   | Beercelona           | 3  | 4 | 1 | 0 | 3 | 7  | 29 | -22 |
|  | 5.   | Tigers               | 0  | 4 | 0 | 0 | 4 | 3  | 49 | -46 |

Legenda:
 Ammessa ai Play-Off.
Note:
Tre punti a vittoria, uno a pareggio, zero a sconfitta.
La classifica viene stilata secondo i seguenti criteri:
- Punti conquistati
- Differenza reti generale
- Reti totali realizzate
- Punti conquistati negli scontri diretti
- Differenza reti negli scontri diretti
- Minor numero di cartellini rossi ricevuti
- Minor numero di cartellini gialli ricevuti
- Sorteggio

### Girone C
|  | Pos. | Squadra                    | Pt | G | V | N | P | GF | GS | DR  |
|  | ---- | -------------------------- | -- | - | - | - | - | -- | -- | --- |
|  | 1.   | Wings                      | 12 | 4 | 4 | 0 | 0 | 64 | 3  | +61 |
|  | 2.   | Paintco Strykers           | 9  | 4 | 3 | 0 | 1 | 12 | 7  | +5  |
|  | 3.   | Paradise Fitness Sidekicks | 6  | 4 | 2 | 0 | 2 | 28 | 8  | +20 |
|  | 4.   | Islanders                  | 3  | 4 | 1 | 0 | 3 | 4  | 43 | -39 |
|  | 5.   | Tumon                      | 0  | 4 | 0 | 0 | 4 | 4  | 51 | -47 |

Legenda:
 Ammessa ai Play-Off.
Note:
Tre punti a vittoria, uno a pareggio, zero a sconfitta.
La classifica viene stilata secondo i seguenti criteri:
- Punti conquistati
- Differenza reti generale
- Reti totali realizzate
- Punti conquistati negli scontri diretti
- Differenza reti negli scontri diretti
- Minor numero di cartellini rossi ricevuti
- Minor numero di cartellini gialli ricevuti
- Sorteggio

## Classifica Finale
|  | Pos. | Squadra                    | Pt | G  | V  | N | P  | GF  | GS  | DR   |
|  | ---- | -------------------------- | -- | -- | -- | - | -- | --- | --- | ---- |
|  | 1.   | Wings                      | 36 | 12 | 12 | 0 | 0  | 158 | 9   | +149 |
|  | 2.   | Rovers                     | 36 | 12 | 12 | 0 | 0  | 126 | 9   | +117 |
|  | 3.   | Paintco Strykers           | 30 | 12 | 11 | 0 | 1  | 78  | 12  | +66  |
|  | 4.   | Quality Distributors       | 27 | 12 | 9  | 0 | 3  | 87  | 15  | +72  |
|  | 5.   | Southern Heat              | 25 | 12 | 7  | 1 | 4  | 47  | 34  | +13  |
|  | 6.   | Paradise Fitness Sidekicks | 24 | 12 | 8  | 0 | 6  | 67  | 26  | +41  |
|  | 7.   | Southern Cobras            | 21 | 12 | 7  | 0 | 5  | 50  | 44  | +6   |
|  | 8.   | University of Guam         | 18 | 12 | 6  | 0 | 6  | 42  | 37  | +5   |
|  | 9.   | Guam Shipyard              | 16 | 12 | 5  | 1 | 6  | 55  | 71  | -16  |
|  | 10.  | Islanders                  | 10 | 12 | 3  | 1 | 8  | 44  | 86  | -42  |
|  | 11.  | Beercelona                 | 9  | 12 | 3  | 0 | 9  | 20  | 71  | -51  |
|  | 12.  | Crushers                   | 9  | 12 | 3  | 0 | 9  | 26  | 104 | -78  |
|  | 13.  | Tigers                     | 4  | 12 | 1  | 1 | 10 | 15  | 108 | -93  |
|  | 14.  | Tumon                      | 3  | 12 | 1  | 0 | 11 | 8   | 107 | -99  |
|  | 15.  | Dededo                     | 0  | 12 | 0  | 0 | 12 | 10  | 108 | -98  |

Legenda:

      Ammesse al Bracket scudetto
      Ammesse al Bracket di consolazione
Regolamento:
Tre punti a vittoria, uno a pareggio, zero a sconfitta.
In caso di arrivo di due o più squadre a pari punti, la graduatoria verrà stilata secondo la classifica avulsa tra le squadre interessate che prevede, in ordine, i seguenti criteri:
- Punti negli scontri diretti.
- Differenza reti negli scontri diretti.
- Differenza reti generale.
- Reti realizzate in generale.
- Sorteggio.

Note:

## Bracket Scudetto

### Semifinali
| Squadra 1 | Risultato | Squadra 2            |
| --------- | --------- | -------------------- |
| Wings     | 6 – 1     | Quality Distributors |
| Rovers    | 9 – 0     | Paintco Strykers     |

### Finale
| Dededo 8 settembre 2024 | Wings | 3 – 2 | Rovers | GFA Center |

## Bracket Consolazione

### Primo Turno
| Squadra 1 | Risultato | Squadra 2  |
| --------- | --------- | ---------- |
| Dededo    | 1 - 4     | Crushers   |
| Tumon     | 0 - 4     | Beercelona |
| Tigers    | 4 - 14    | Islanders  |

### Secondo Turno
| Squadra 1                  | Risultato | Squadra 2     |
| -------------------------- | --------- | ------------- |
| Southern Heat              | 8 – 0     | Crushers      |
| Paradise Fitness Sidekicks | 5 – 0     | Beercelona    |
| Southern Cobras            | 9 – 1     | Islanders     |
| University of Guam         | 3 – 4     | Guam Shipyard |

### Terzo turno
| Squadra 1                  | Risultato | Squadra 2       |
| -------------------------- | --------- | --------------- |
| Southern Heat              | 1 – 5     | Guam Shipyard   |
| Paradise Fitness Sidekicks | 2 – 4     | Southern Cobras |